# Studi Cattolici
Studi Cattolici talijanski je časopis koji se bavi poglavito teološkim temama, ali i temama književnosti, filozofije i povijesti.
Časopis su 1957. godine u Rimu osnovali Salvatore Canals, Pietro Palazzini i Giacomo Violardo. Revija je prvo izlazila tri puta mjesečno, zatim dvomjesečno, a kasnije jednom mjesečno. Godine 1963. uredništvo se seli iz Rima u Milano. Reviju izdaje „Ares” (Associazione Ricerche e Studi).

### Članci
- Blajić, Petar Zdravko. 1987. 30 godina revije Studi Cattolici (1957—1987). 22 (3). Sveučilište u Splitu - Katolički bogoslovni fakultet. Split. : 282–283 journal zahtijeva |journal= (pomoć)